# 로마-자르디네티 선
|  |  |  |                    |  |  |  |                 |
|  |  |  |                    |  |  |  | 로마 테르미니   |
|  |  |  |                    |  |  |  | 산타 비비아나   |
|  |  |  |                    |  |  |  | 포르타 마지오네 |
|  |  |  |                    |  |  |  | 폰테 카실리노   |
|  |  |  |                    |  |  |  | 생트 엘레나     |
|  |  |  |                    |  |  |  | 빌리니          |
|  |  |  |                    |  |  |  | 알레시          |
|  |  |  |                    |  |  |  | 필라레테 역     |
|  |  |  |                    |  |  |  | 토르 피나타라   |
|  |  |  |                    |  |  |  | 베라르디        |
|  |  |  |                    |  |  |  | 발자니          |
|  |  |  | 파르코 디 첸토첼레 |  |  |  |                 |

로마-자르디네티 선(이탈리아어: Ferrovia Roma-Giardinetti)은 이탈리아 로마의 로마 테르미니 철도역부터 자르디네티(라지알리)까지 이어지는 철도이다. 이 선은 노면 전차와 함께 운영되고 있다. 이 철도는 로마 지하철 등 로마의 대중교통을 담당하는 ATAC 주식회사가 관리하고 있다.
현재의 이 철도는 과거에 운행되었던 더 긴 철도인 "로마-피우기-알라트리-프로시노네 철도"의 일부분으로 운영하고 있다.
2008년까지는 자르디네티부터 판타노 까지의 판타노역까지 운영했으나, 로마 지하철 C선의 건설과 함께 폐쇄되었다. 자르디네티-판타노 구간은 후에 로마 지하철 C선의 일부가 될 것이다.
2017년 10월 기준으로, C라인 개통으로 인해 첸토첼레 역-자르디네티 역까지 구간은 운행하지 않는다.

## 노선
이 노선은 20개 역을 거쳐 운행한다.
- 로마 테르미니역(테르미니-라지알리역)
- 산타 비비아나역
- 포르타 마지오네역
- 폰테 카실리노역
- 산텔레나역
- 빌리니역
- 알레시역
- 필라레테역
- 토르 피나타라역
- 베라르디역
- 발자니역
- 첸토첼레역